# 1251 w polityce
Wydarzenia polityczne w 1251 roku.

## Wydarzenia
- Brandenburczycy zdobyli Zbąszyń, odzyskany następnie przez Przemysła I[1].
- Mendog przyjął chrześcijaństwo[2].
- Wacław I czeski opanował Austrię[3].
- Krucjata pastuszków[4].

## Zmarli
- 9 lutego Mateusz II, książę Lotaryngii[5].